# Gare de Genevreuille
La gare de Genevreuille est une gare ferroviaire française de la ligne de Paris-Est à Mulhouse-Ville, située au lieu-dit La Gare de Genevreuille sur le territoire de la commune de Genevreuille, dans le département de la Haute-Saône en région Bourgogne-Franche-Comté. 
Elle est mise en service en 1858 par la Compagnie des chemins de fer de l'Est et fermée au service des voyageurs par la Société nationale des chemins de fer français (SNCF) à la fin du XXe siècle. C'est une gare ouverte uniquement pour des « opérations d'infrastructure ».

## Situation ferroviaire
Établie à 312 m d'altitude, la gare de Genevreuille est située au point kilométrique (PK) 402,409 de la ligne de Paris-Est à Mulhouse-Ville, entre les gares de Creveney - Saulx (fermée) et de Lure (en service).
Le tunnel de Genevreuille, long de 621 mètres, est située à environ 400 mètres en amont.

## Histoire

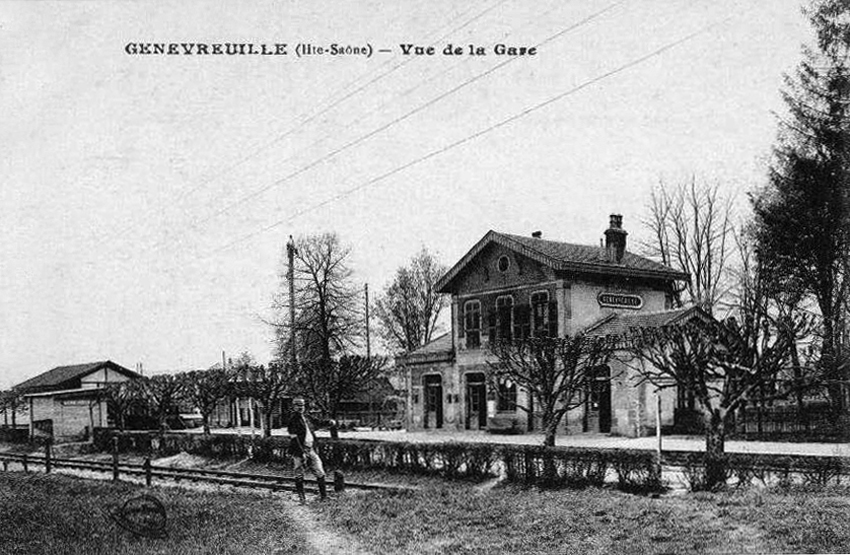
La gare au début des années 1900.

La « station de Genevreuille » est mise en service le 26 avril 1858 par la Compagnie des chemins de fer de l'Est, lorsqu'elle ouvre à l'exploitation la section de Vesoul à Belfort qui permet la mise en service de la totalité de sa ligne de Paris à Mulhouse. Les installations de la gare sont opérationnelles le jour de l'ouverture.
En 1962, la gare, gérée par la SNCF région Est, comporte plusieurs voies de service de part et d'autre de la ligne et un quai militaire.
Au 2 janvier 2012, il s'agit d'une gare ouverte uniquement pour des opérations d'infrastructure.

## Service des voyageurs
Gare fermée. Un service de taxi TER Franche-Comté est en service sur la commune.

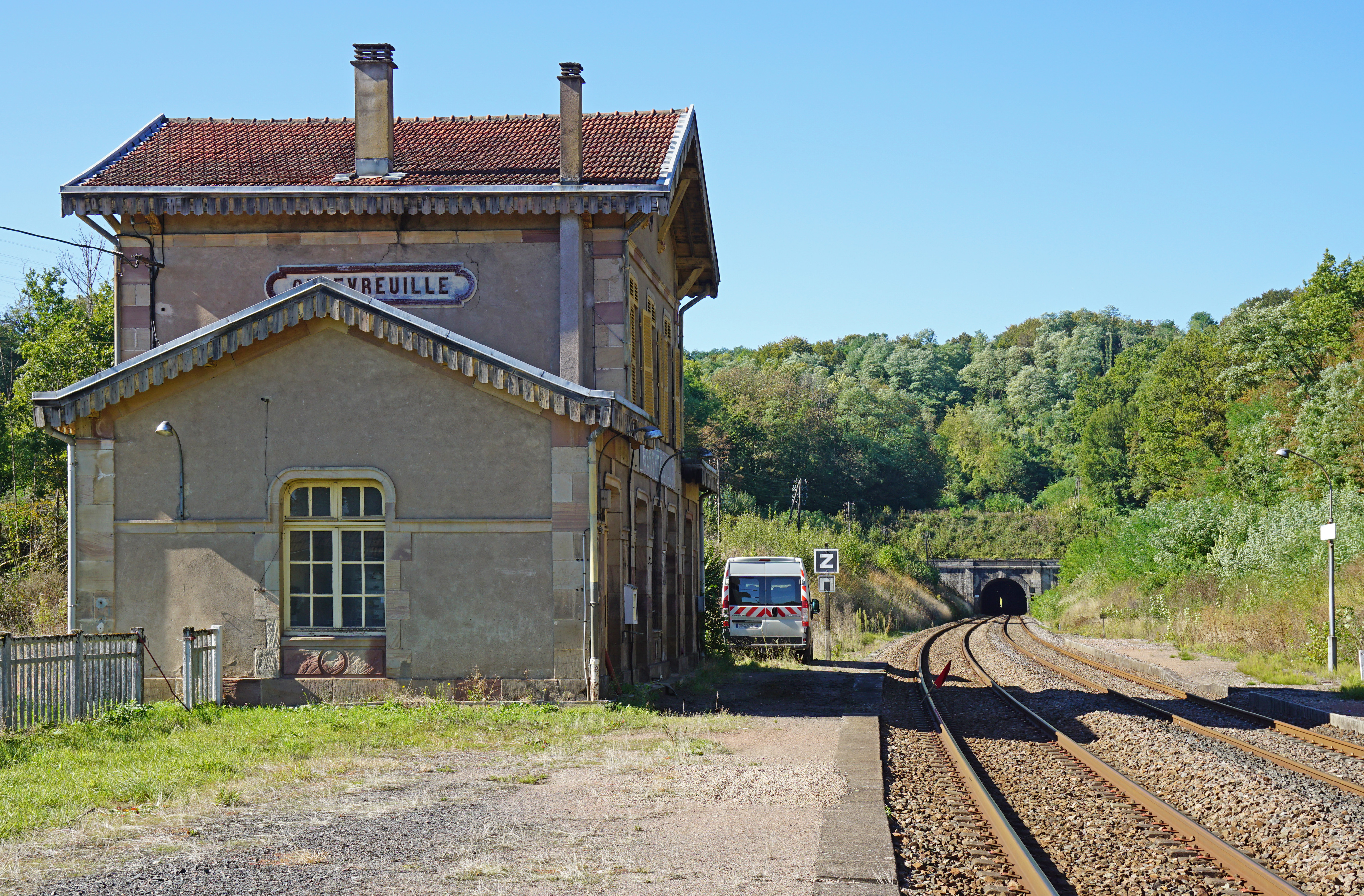
Côté quai.
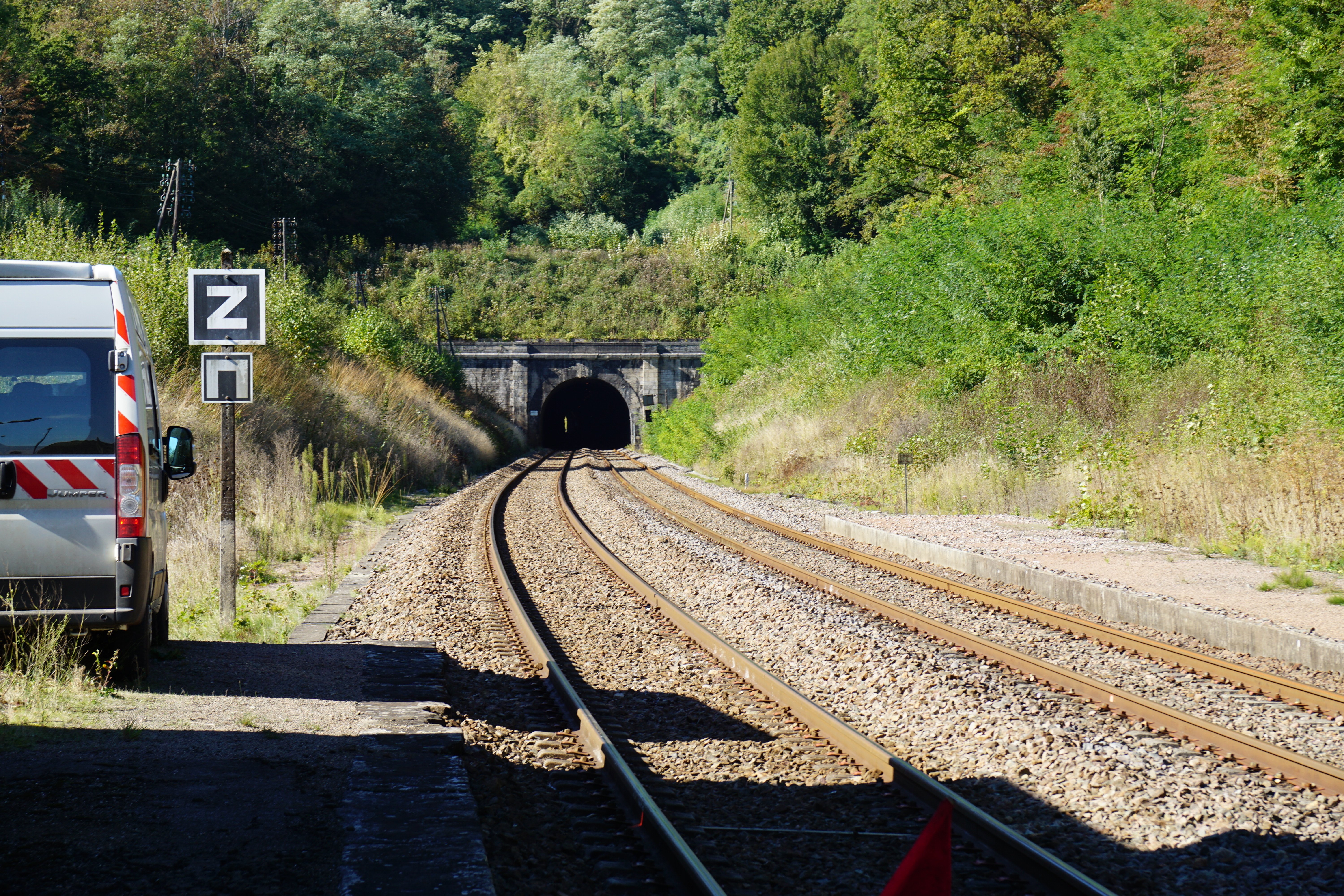
Le tunnel.
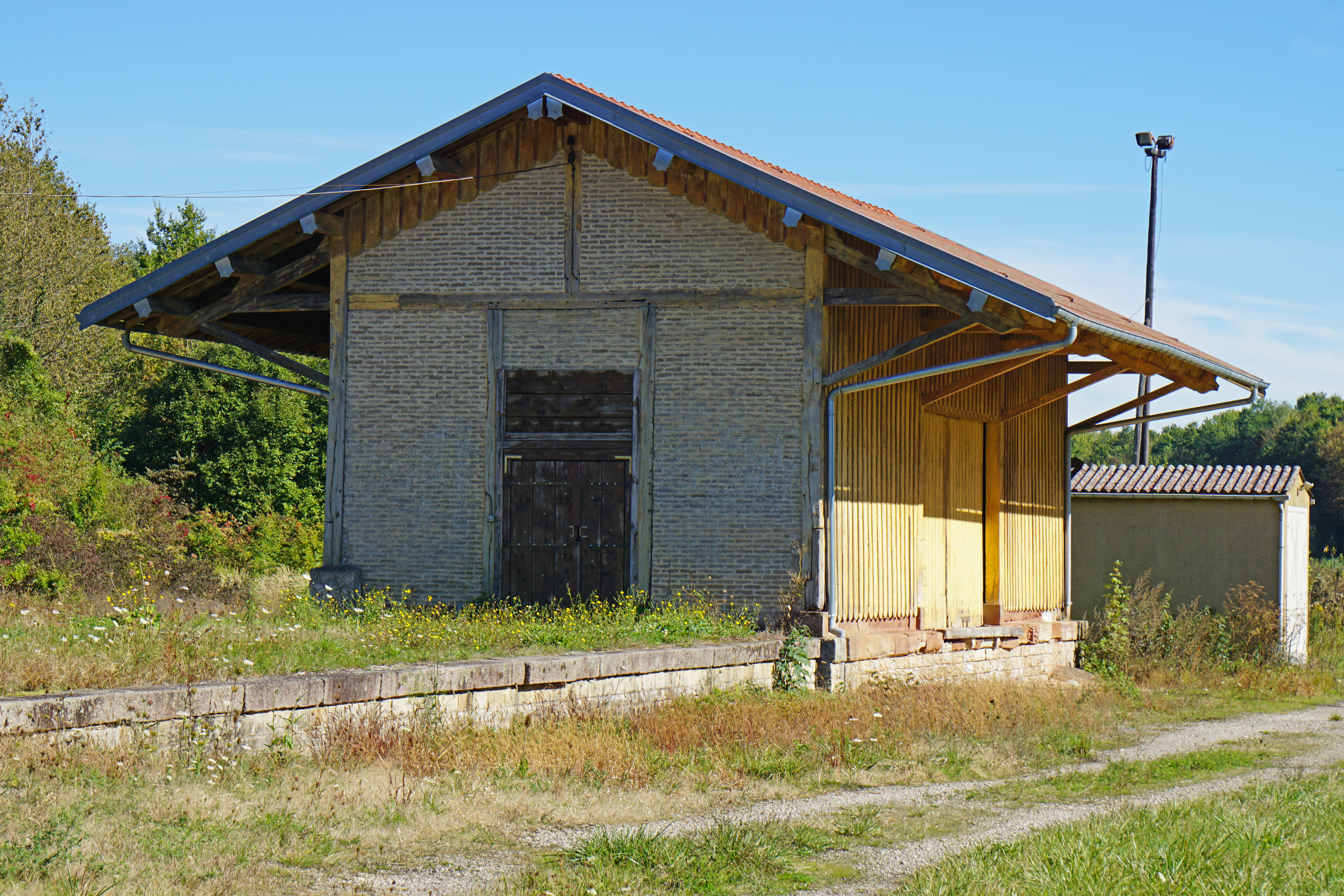
Ancienne halle à marchandises.
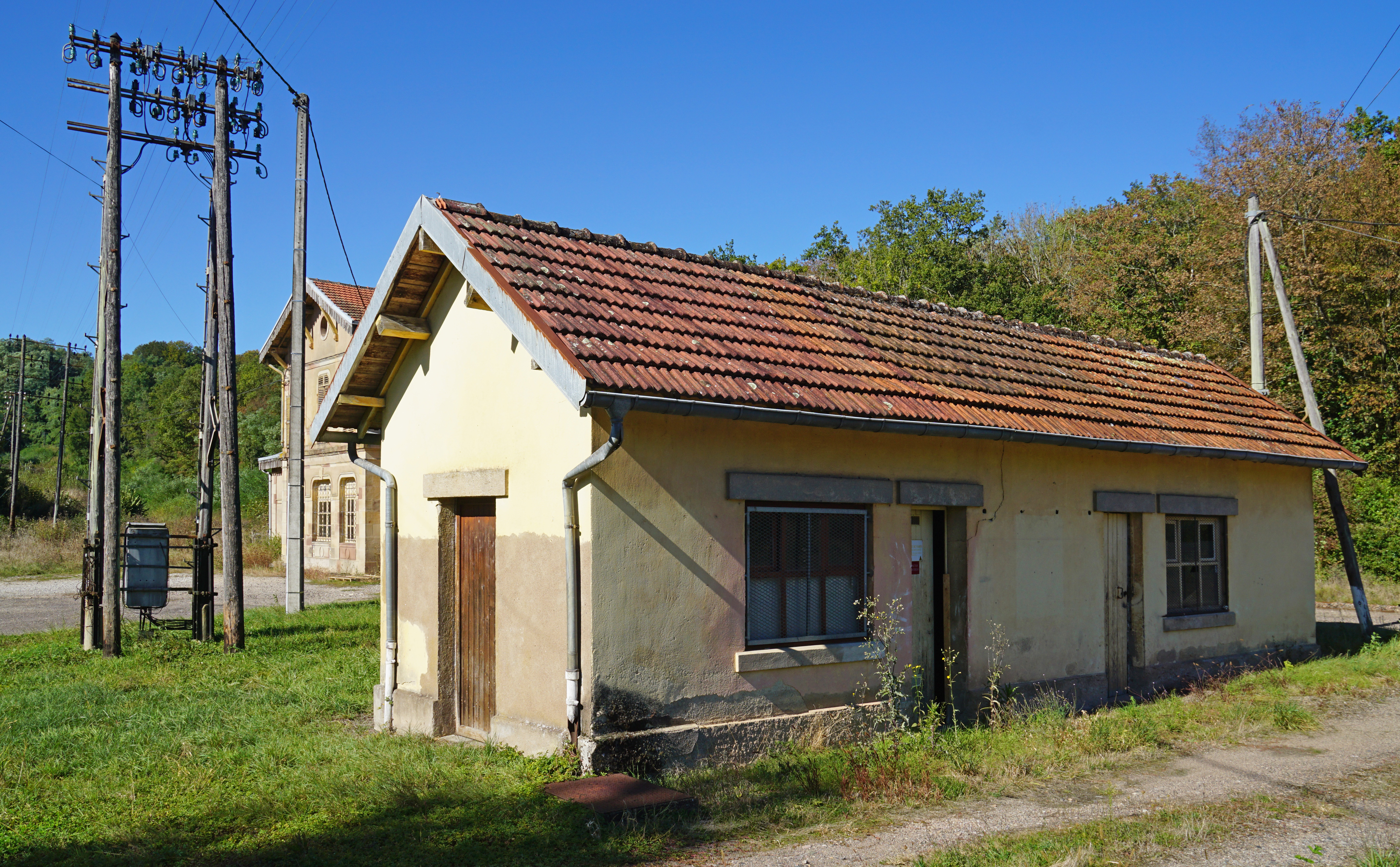
Ancien local.

## Patrimoine ferroviaire
En 2018, l'ancien bâtiment voyageurs (BV) et l'ancienne halle à marchandises sont toujours présents. Le BV appartient à l'un des deux plans types standard utilisé par la Compagnie de l'Est pour les petites et moyennes gares de la ligne.